# Phytomyza inusitata
Phytomyza inusitata este o specie de muște din genul Phytomyza, familia Agromyzidae, descrisă de Mitsuhiro Sasakawa în anul 2004.
Este endemică în Vanuatu. Conform Catalogue of Life specia Phytomyza inusitata nu are subspecii cunoscute.